# Nuottisaari (ö i Södra Savolax, S:t Michel, lat 61,24, long 26,70)
Nuottisaari är en ö i Finland. Den ligger i sjön Vuohijärvi och i kommunen Mäntyharju i den ekonomiska regionen  S:t Michel och landskapet Södra Savolax, i den södra delen av landet, 150 km nordost om huvudstaden Helsingfors. Öns area är 3,1 hektar och dess största längd är 360 meter i nord-sydlig riktning.